# Klaus Schlutt
Klaus Schlutt (* 11. Juni 1944) ist ein ehemaliger deutscher Fußballspieler. Zwischen 1969 und 1980 spielte er für die BSG Stahl Riesa in der DDR-Oberliga, der höchsten Spielklasse im DDR-Fußball.

## Sportliche Laufbahn
Über den Kreisligisten Motor Lommatzsch und den drittklassigen Bezirksligisten TSG Meißen kam Klaus Schlutt als 1,80 m großer Mittelfeldspieler 1966 zur Betriebssportgemeinschaft (BSG) Stahl Riesa. Dort wurde er zunächst in der zweiten Mannschaft eingesetzt, die ebenfalls in der Bezirksliga spielte. Erst in der Rückrunde der Saison 1968/69 kam er zu seinen ersten drei Oberligaspielen. 1969/70 wurde er in der Oberligamannschaft hauptsächlich als Mittelfeldakteur in der Hinrunde eingesetzt und brachte es bis zum Saisonende auf 16 Oberligaspiele. In der Spielzeit 1970/71 war er mit 21 Oberligaaufgeboten erstmals Stammspieler, verlor seinen Stammplatz aber schon in der nächsten Saison, als er nur in der Rückrunde 1972 acht Oberligaspiele absolvieren konnte. Am Saisonende musste Riesa in die DDR-Liga absteigen, kehrte aber umgehend in die Oberliga zurück. Am Aufstieg war Schlutt in 17 von 22 Ligaspielen und in allen acht Aufstiegsspielen eingesetzt worden. In den folgenden vier Oberligaspielzeiten hatte er wieder seinen Stammplatz inne, wurde nun aber in der Abwehr eingesetzt. Von den 104 Oberligaspielen bis 1977 bestritt er 93 Partien. Nach der Saison 1976/77 stieg Schlutt mit der BSG Stahl ein zweites Mal ab, stieg aber ebenfalls sofort wieder auf. Neben seinen 20 Ligaspielen war er auch wieder in den acht Aufstiegsspielen dabei. Anschließend bestritt er für Stahl Riesa noch zwei Oberligaspielzeiten, in denen er mit seinen 41 Einsätzen weiter zum Spielerstamm gehörte. Obwohl schon zur Saison 1978/79 als Abgang gemeldet, beendete er erst im Sommer 1980 seine Laufbahn im höherklassigen Fußball. Von 1969 bis 1980 war er auf 182 Oberligaeinsätze gekommen und war neunmal als Torschütze erfolgreich gewesen. In der zweitklassigen DDR-Liga spielte er 37-mal und schoss zwei Tore.